# I liga brazylijska w piłce nożnej (1988)
Brazylia 1988
Mistrzem Brazylii został klub EC Bahia, natomiast wicemistrzem Brazylii - klub SC Internacional.
Do Copa Libertadores w roku 1989 zakwalifikowały się następujące kluby:
- EC Bahia (mistrz Brazylii)
- SC Internacional (wicemistrz Brazylii)

Cztery najsłabsze kluby spadły do drugiej ligi (Campeonato Brasileiro Série B):
- Bangu AC
- Santa Cruz FC
- Criciúma
- America FC

Do pierwszej ligi awansowały dwa najlepsze kluby drugiej ligi:
- AA Internacional
- Náutico

Liga zmniejszona została z 24 do 22 klubów.

## Campeonato Brasileiro Série A - II Copa União 1988
Liga złożona z 24 klubów podzielona została na dwie grupy po 12 klubów. Rozegrano dwa etapy - po dwa najlepsze kluby w grupie z każdego etapu awansowały do ćwierćfinału mistrzostw. Za zwycięstwo w meczu przyznawano 3 punkty, natomiast w przypadku remisu organizowano konkurs rzutów karnych, którego zwycięzca otrzymywał 2 punkty, a przegrany - 1 punkt.

### Pierwszy etap
W pierwszym etapie kluby z grupy A grały tylko i wyłącznie z klubami z grupy B.

#### Kolejka 1
| Data            | Mecz                                                                       |
| --------------- | -------------------------------------------------------------------------- |
| 2 września 1988 | EC Bahia - Bangu AC 1:1, karne 6:5 Renato - André Luís                     |
| 2 września 1988 | EC Vitória - America FC 0:0, karne 5:3                                     |
| 4 września 1988 | Santa Cruz FC - Sport Recife 0:1 Baiano                                    |
| 4 września 1988 | Goiás EC - Guarani FC 0:1 Pedrinho Maradona                                |
| 4 września 1988 | SE Palmeiras - Santos FC 1:1, karne 4:3 Gaúcho - Nildo                     |
| 4 września 1988 | Cruzeiro EC - Atlético Mineiro 0:0, karne 4:5                              |
| 4 września 1988 | Botafogo FR - Fluminense FC 1:1, karne 4:5 Cláudio Adăo - Marcelo Henrique |
| 4 września 1988 | CR Vasco da Gama - CR Flamengo 1:0 Sorato                                  |
| 4 września 1988 | Corinthians Paulista - São Paulo 0:1 Renatinho                             |
| 4 września 1988 | Grêmio Porto Alegre - SC Internacional 1:0 Zé Roberto                      |
| 4 września 1988 | Coritiba FBC - Athletico Paranaense 1:0 Édson Borges                       |
| 4 września 1988 | Criciúma - Portuguesa 1:1, karne 4:5 Paulo Gaúcho - Toninho                |

#### Kolejka 2
| Data             | Mecz                                                                        |
| ---------------- | --------------------------------------------------------------------------- |
| 7 września 1988  | Goiás EC - CR Vasco da Gama 0:2 Roberto Dinamite, Bismarck                  |
| 7 września 1988  | Sport Recife - Cruzeiro EC 0:0, karne 5:4                                   |
| 7 września 1988  | Grêmio Porto Alegre - São Paulo 3:0 Jorge Veras, Marcus Vinícius, Cristóvao |
| 7 września 1988  | Corinthians Paulista - Fluminense FC 0:0, karne 3:2                         |
| 7 września 1988  | Portuguesa - Coritiba FBC 3:1 Kita (2), Capităo - Tostăo                    |
| 7 września 1988  | SE Palmeiras - Santa Cruz FC 2:1 Tato, Edu Manga - Gílson Gęnio             |
| 7 września 1988  | America FC - CR Flamengo 1:2 Paloma - Aldair                                |
| 7 września 1988  | EC Bahia - EC Vitória 1:0 Bobô                                              |
| 7 września 1988  | Atlético Mineiro - Botafogo FR 1:0 Aílton                                   |
| 7 września 1988  | Criciúma - SC Internacional 1:3 Grizzo - Luís Fernando Flores (2), Dadinho  |
| 7 września 1988  | Athletico Paranaense 1-1 Santos FC 1:1, karne 1:4 Adílson - Leandro         |
| 2 listopada 1988 | Bangu AC - Guarani FC 0:1 Cilinho                                           |

#### Kolejka 3
| Data             | Mecz                                                                               |
| ---------------- | ---------------------------------------------------------------------------------- |
| 11 września 1988 | CR Flamengo - Corinthians Paulista 1:0 Zinho                                       |
| 11 września 1988 | Guarani FC - Atlético Mineiro 1:0 Tôni                                             |
| 11 września 1988 | Fluminense FC - EC Bahia 3:0 Washington, Edinho, Rangel                            |
| 11 września 1988 | SC Internacional - Santos FC 0:0, karne 5:3                                        |
| 11 września 1988 | Cruzeiro EC - Athletico Paranaense 0:0, karne 9:10                                 |
| 11 września 1988 | EC Vitória - Santa Cruz FC 2:0 Hugo, Rosinaldo                                     |
| 11 września 1988 | CR Vasco da Gama - Portuguesa 4:2 William, Sorato, Vivinho, Leonardo - Toninho (2) |
| 11 września 1988 | Sport Recife - Grêmio Porto Alegre 0:0, karne 3:2                                  |
| 11 września 1988 | São Paulo - Botafogo FR 1:0 Renatinho                                              |
| 11 września 1988 | SE Palmeiras - Criciúma 1:0 Sílvio                                                 |
| 11 września 1988 | Bangu AC - America FC 2:0 Rached, Ézio                                             |
| 11 września 1988 | Coritiba FBC - Goiás EC 0:0, karne 5:4                                             |

#### Kolejka 4
| Data             | Mecz                                                                              |
| ---------------- | --------------------------------------------------------------------------------- |
| 17 września 1988 | Corinthians Paulista - EC Vitória 2:1 Paulinho Gaúcho, Wílson Mano - André Carpes |
| 17 września 1988 | Santos FC - Bangu AC 2:0 Leonardo, César Ferreira                                 |
| 17 września 1988 | Fluminense FC - Criciúma 2:0 Washington, Eduardo                                  |
| 17 września 1988 | America FC - Portuguesa 0:1 Toninho                                               |
| 18 września 1988 | EC Bahia - CR Flamengo 1:0 Bobô                                                   |
| 18 września 1988 | Santa Cruz FC - Goiás EC 3:0 Rinaldo, Gersinho, Sérgio China                      |
| 18 września 1988 | São Paulo - Coritiba FBC 0:0, karne 4:5                                           |
| 18 września 1988 | Athletico Paranaense - CR Vasco da Gama 0:1 Mazinho                               |
| 18 września 1988 | SC Internacional - Cruzeiro EC 2:2, karne 4:3 Edu Lima, Maurício - Ramón, Róbson  |
| 18 września 1988 | Botafogo FR - SE Palmeiras 1:1, karne 4:2 Paulinho Criciúma - Gaúcho              |
| 18 września 1988 | Guarani FC - Sport Recife 0:0, karne 5:4                                          |
| 18 września 1988 | Atlético Mineiro - Grêmio Porto Alegre 1:0 Aílton                                 |

#### Kolejka 5
| Data             | Mecz                                                                                  |
| ---------------- | ------------------------------------------------------------------------------------- |
| 24 września 1988 | Botafogo FR - SC Internacional 0:0, karne 4:3                                         |
| 24 września 1988 | São Paulo - America FC 1:0 Raí                                                        |
| 25 września 1988 | SE Palmeiras - CR Vasco da Gama 2:3 Célio, Gaúcho - Ernâni, Roberto Dinamite, Vivinho |
| 25 września 1988 | Grêmio Porto Alegre - Fluminense FC 1:2 Cuca - Andrioli, Romerito                     |
| 25 września 1988 | CR Flamengo - Santa Cruz FC 2:2, karne 4:5 Zinho, Luvanor - Rinaldo, Sérgio China     |
| 25 września 1988 | Portuguesa - Santos FC 1:0 Kita                                                       |
| 25 września 1988 | Cruzeiro EC - Bangu AC 1:0 Hamílton                                                   |
| 25 września 1988 | Criciúma - Athletico Paranaense 0:1 Marquinhos                                        |
| 25 września 1988 | Goiás EC - EC Bahia 2:2, karne 4:2 Túlio, Péricles - Sandro, Zé Carlos                |
| 25 września 1988 | Sport Recife - Corinthians Paulista 2:0 Robertinho, Zico                              |
| 25 września 1988 | EC Vitória - Guarani FC 1:1, karne 4:2 Vágner s - Mário                               |
| 25 września 1988 | Coritiba FBC - Atlético Mineiro 1:2 Henrique - Renato (2)                             |

#### Kolejka 6
| Data                | Mecz                                                                              |
| ------------------- | --------------------------------------------------------------------------------- |
| 2 września 1988     | São Paulo - Santos FC 1:0 Edivaldo                                                |
| 1 października 1988 | Guarani FC - SE Palmeiras 3:1 Toninho (own goal), Careca, Vágner - Gaúcho         |
| 1 października 1988 | Fluminense FC - Santa Cruz FC 2:1 Edinho (2) - Gersinho                           |
| 1 października 1988 | Portuguesa - Cruzeiro EC 5:2 Catatau (2), Wanks, Kita, Toninho - Hamílton (2)     |
| 2 października 1988 | CR Flamengo - Botafogo FR 2:2, karne 5:4 Sérgio (2) - Jéferson, Paulinho Criciúma |
| 2 października 1988 | Atlético Mineiro - EC Bahia 1:1, karne 4:1 Adílson - Zé Carlos                    |
| 2 października 1988 | Bangu AC - Grêmio Porto Alegre 0:2 Zé Roberto, Cristóvao                          |
| 2 października 1988 | SC Internacional - Coritiba FBC 2:1 Nílson, Luís Fernando Flores - Tostăo         |
| 2 października 1988 | EC Vitória - CR Vasco da Gama 1:0 Bigu                                            |
| 2 października 1988 | Criciúma - Goiás EC 1:1, karne 2:4 Paulo Sérgio - Túlio                           |
| 2 października 1988 | America FC - Sport Recife 1:1, karne 4:5 Régis - Dinho                            |

#### Kolejka 7
| Data                | Mecz                                                               |
| ------------------- | ------------------------------------------------------------------ |
| 8 października 1988 | Fluminense FC - Cruzeiro EC 1:0 Ademir s                           |
| 8 października 1988 | Santos FC - EC Vitória 1:1, karne 2:4 Davi - Pedro Paulo           |
| 8 października 1988 | America FC - Goiás EC 0:0, karne 6:7                               |
| 8 października 1988 | Athletico Paranaense - Guarani FC 1:1, karne 3:4 Marquinhos - Neto |
| 9 października 1988 | CR Flamengo 0-0 Grêmio Porto Alegre 0:0, karne 4:2                 |
| 9 października 1988 | Santa Cruz FC - São Paulo 1:0 Cosme                                |
| 9 października 1988 | CR Vasco da Gama - SC Internacional 1:2 Geovani - Edu Lima, Nílson |
| 9 października 1988 | Botafogo FR - Portuguesa 0:1 Wanks                                 |
| 9 października 1988 | Bangu AC - Coritiba FBC 0:0, karne 3:0                             |
| 9 października 1988 | Atlético Mineiro - Criciúma 0:1 Adílson Heleno                     |
| 9 października 1988 | EC Bahia - Sport Recife 1:1, karne 5:4 Sandro - Neco               |
| 9 października 1988 | Corinthians Paulista - SE Palmeiras 0:2 Gaúcho, Sílvio             |

#### Kolejka 8
| Data                 | Mecz                                                                 |
| -------------------- | -------------------------------------------------------------------- |
| 15 października 1988 | Goiás EC - Botafogo FR 2:1 Niltinho, Válter - Paulinho Criciúma      |
| 15 października 1988 | Guarani FC - São Paulo 1:0 Cilinho                                   |
| 15 października 1988 | Grêmio Porto Alegre - SE Palmeiras 2:0 Marcus Vinícius, Cuca         |
| 16 października 1988 | Corinthians Paulista - Atlético Mineiro 0:1 Aílton                   |
| 16 października 1988 | CR Flamengo - Santos FC 1:0 Sérgio Araújo                            |
| 16 października 1988 | EC Bahia - Athletico Paranaense 2:0 Renato, Zé Carlos                |
| 16 października 1988 | Coritiba FBC - Fluminense FC 0:1 Romerito                            |
| 16 października 1988 | Cruzeiro EC - EC Vitória 5:1 Hamílton (2), Careca (2), Róbson - Bigu |
| 16 października 1988 | CR Vasco da Gama - Bangu AC 1:1, karne 5:4 Roberto Dinamite - Manu   |
| 16 października 1988 | Santa Cruz FC - Portuguesa 1:0 Cardim                                |
| 16 października 1988 | SC Internacional - America FC 2:0 Edu Lima, Nílson                   |
| 16 października 1988 | Sport Recife - Criciúma 2:1 Robertinho, Zico - Sílvio Laguna         |

#### Kolejka 9
| Data                 | Mecz                                                                            |
| -------------------- | ------------------------------------------------------------------------------- |
| 22 października 1988 | Sport Recife - Botafogo FR 1:0 Nando                                            |
| 22 października 1988 | São Paulo - EC Bahia 0:2 Zé Carlos, Bobô                                        |
| 23 października 1988 | Santos FC - Goiás EC 0:1 Barbosa                                                |
| 23 października 1988 | SE Palmeiras - Cruzeiro EC 2:0 Gaúcho, Tato                                     |
| 23 października 1988 | Corinthians Paulista - Portuguesa 1:1, karne 5:4 Ronaldo Marques - Toninho      |
| 23 października 1988 | Criciúma - Bangu AC 0:0, karne 3:4                                              |
| 23 października 1988 | Guarani FC - CR Flamengo 1:5 Neto - Zinho, Alcindo, Sérgio Araújo, Zico, Aldair |
| 23 października 1988 | SC Internacional - Santa Cruz FC 2:0 Dadinho, Luís Fernando Flores              |
| 23 października 1988 | Fluminense FC - CR Vasco da Gama 0:0, karne 8:9                                 |
| 23 października 1988 | Atlético Mineiro - America FC 2:1 Renato, Carlăo - Joăo Cláudio                 |
| 23 października 1988 | Athletico Paranaense - Grêmio Porto Alegre 1:2 Jorge Veras s - Darci, Cuca      |
| 23 października 1988 | EC Vitória - Coritiba FBC 1:0 Hélio                                             |

#### Kolejka 10
| Data                 | Mecz                                                                                           |
| -------------------- | ---------------------------------------------------------------------------------------------- |
| 19 października 1988 | Santa Cruz FC - Athletico Paranaense 1:1, karne 4:2 Cosme - Agnaldo                            |
| 28 października 1988 | CR Flamengo - Criciúma 3:0 Bebeto (2), Zico                                                    |
| 29 października 1988 | Atlético Mineiro - Santos FC 1:0 Luizinho                                                      |
| 29 października 1988 | Botafogo FR - Bangu AC 1:0 Paulinho Criciúma                                                   |
| 30 października 1988 | Grêmio Porto Alegre - EC Vitória 1:0 Marcus Vinícius                                           |
| 30 października 1988 | Portuguesa - Guarani FC 1:0 Toninho                                                            |
| 30 października 1988 | Corinthians Paulista - SC Internacional 2:2, karne 3:4 Marcos Roberto, Sérgio Gil - Nílson (2) |
| 30 października 1988 | CR Vasco da Gama - São Paulo 1:1, karne 4:3 Bismarck - Paulo César                             |
| 30 października 1988 | Fluminense FC - America FC 2:0 Washington, Romerito                                            |
| 30 października 1988 | EC Bahia - SE Palmeiras 1:0 Pereira                                                            |
| 30 października 1988 | Coritiba FBC - Sport Recife 1:0 Roberson                                                       |
| 30 października 1988 | Goiás EC - Cruzeiro EC 3:0 Wallace, Niltinho, Péricles                                         |

#### Kolejka 11
| Data                 | Mecz                                                                     |
| -------------------- | ------------------------------------------------------------------------ |
| 26 października 1988 | Bangu AC - Santa Cruz FC 2:0 Macula, Robinho                             |
| 5 listopada 1988     | Fluminense FC - Guarani FC 0:0, karne 5:3                                |
| 5 listopada 1988     | EC Vitória - Botafogo FR 1:2 Hélio - Gustavo, Paulinho Criciúma          |
| 6 listopada 1988     | São Paulo - Criciúma 1:0 Mário Tilico                                    |
| 6 listopada 1988     | Santos FC - Sport Recife 3:0 Giba, Mendonça, Davi                        |
| 6 listopada 1988     | SE Palmeiras - Coritiba FBC 0:1 Tostăo                                   |
| 6 listopada 1988     | Portuguesa - Grêmio Porto Alegre 1:1, karne 5:3 Capităo - Jorginho       |
| 6 listopada 1988     | CR Vasco da Gama - Atlético Mineiro 2:0 Sorato, Geovani                  |
| 6 listopada 1988     | Cruzeiro EC - CR Flamengo 0:0, karne 2:4                                 |
| 6 listopada 1988     | SC Internacional - EC Bahia 3:0 Nílson (3)                               |
| 6 listopada 1988     | Goiás EC - Corinthians Paulista 0:0, karne 4:2                           |
| 6 listopada 1988     | Athletico Paranaense - America FC 3:0 Carlinhos, Agnaldo, Roberto Cavalo |

#### Kolejka 12
| Data             | Mecz                                                                            |
| ---------------- | ------------------------------------------------------------------------------- |
| 2 listopada 1988 | Criciúma - EC Vitória 0:1 Hélio                                                 |
| 9 listopada 1988 | Coritiba FBC - CR Flamengo 2:2, karne 3:2 Osvaldo, Tostăo - Bebeto, Zico        |
| 9 listopada 1988 | Bangu AC - Corinthians Paulista 2:1 Gílson, André Luís - Biro-Biro              |
| 9 listopada 1988 | America FC - SE Palmeiras 1:0 Bira                                              |
| 9 listopada 1988 | Botafogo FR - Athletico Paranaense 0:2 Serginho, Cacau                          |
| 9 listopada 1988 | Cruzeiro EC - São Paulo 0:1 Edivaldo                                            |
| 9 listopada 1988 | Grêmio Porto Alegre - Goiás EC 2:0 Jorginho, Cuca                               |
| 9 listopada 1988 | Santa Cruz FC - Atlético Mineiro 1:1, karne 5:4 Pedro Haroldo - Renato          |
| 9 listopada 1988 | Sport Recife - CR Vasco da Gama 2:3 Robertinho (2) - Vivinho, Bismarck, Mazinho |
| 9 listopada 1988 | Portuguesa - EC Bahia 0:0, karne 4:5                                            |
| 9 listopada 1988 | Santos FC - Fluminense FC 2:1 Leonardo, Mendonça - Romerito                     |
| 9 listopada 1988 | Guarani FC - SC Internacional 0:0, karne 2:4                                    |

#### Tabele
W przypadku meczów remisowych w nawiasie podano liczbę wygranych rzutów karnych (za co klub otrzymywał 2 punkty - w przypadku przegranych rzutów karnych tylko jeden punkt). Za zwycięstwo przyznawano 3 punkty.
| Poz | Klub                 | Mecze | Zw | Rem  | Por | Pkt | BrZd | BrStr |
| --- | -------------------- | ----- | -- | ---- | --- | --- | ---- | ----- |
| 1   | Fluminense FC        | 12    | 7  | 4(2) | 1   | 27  | 15   | 5     |
| 2   | SC Internacional     | 12    | 6  | 5(4) | 1   | 27  | 18   | 8     |
| 3   | Portuguesa           | 12    | 6  | 4(2) | 2   | 24  | 17   | 11    |
| 4   | Atlético Mineiro     | 12    | 6  | 3(2) | 3   | 23  | 10   | 8     |
| 5   | CR Flamengo          | 12    | 5  | 5(3) | 2   | 23  | 18   | 10    |
| 6   | São Paulo            | 12    | 6  | 2(0) | 4   | 20  | 7    | 8     |
| 7   | Sport Recife         | 12    | 4  | 5(3) | 3   | 20  | 10   | 10    |
| 8   | EC Vitória           | 12    | 4  | 3(3) | 5   | 18  | 10   | 13    |
| 9   | Goiás EC             | 12    | 3  | 5(4) | 4   | 18  | 9    | 12    |
| 10  | Athletico Paranaense | 12    | 3  | 5(2) | 4   | 16  | 10   | 9     |
| 11  | SE Palmeiras         | 12    | 4  | 2(1) | 6   | 15  | 12   | 14    |
| 12  | Bangu AC             | 12    | 3  | 4(2) | 5   | 15  | 8    | 10    |

| Poz | Klub                 | Mecze | Zw | Rem  | Por | Pkt | BrZd | BrStr |
| --- | -------------------- | ----- | -- | ---- | --- | --- | ---- | ----- |
| 1   | CR Vasco da Gama     | 12    | 7  | 3(3) | 2   | 27  | 19   | 11    |
| 2   | Grêmio Porto Alegre  | 12    | 7  | 3(0) | 2   | 24  | 15   | 5     |
| 3   | EC Bahia             | 12    | 5  | 5(3) | 2   | 23  | 12   | 11    |
| 4   | Guarani FC           | 12    | 5  | 5(2) | 2   | 22  | 10   | 9     |
| 5   | Coritiba FBC         | 12    | 3  | 4(3) | 5   | 16  | 8    | 11    |
| 6   | Santa Cruz FC        | 12    | 3  | 3(3) | 6   | 15  | 11   | 15    |
| 7   | Santos FC            | 12    | 3  | 4(1) | 5   | 14  | 10   | 9     |
| 8   | Botafogo FR          | 12    | 2  | 4(2) | 6   | 12  | 8    | 13    |
| 9   | Cruzeiro EC          | 12    | 2  | 5(0) | 5   | 11  | 10   | 15    |
| 10  | Corinthians Paulista | 12    | 1  | 5(2) | 6   | 10  | 6    | 13    |
| 11  | Criciúma             | 12    | 1  | 3(0) | 8   | 6   | 5    | 16    |
| 12  | America FC           | 12    | 1  | 3(0) | 8   | 6   | 4    | 16    |

### Drugi etap

#### Kolejka 1
| Data              | Mecz                                                                                 |
| ----------------- | ------------------------------------------------------------------------------------ |
| 12 listopada 1988 | Fluminense FC - Athletico Paranaense 0:2 Serginho, Juninho                           |
| 13 listopada 1988 | SE Palmeiras - São Paulo 1:1, karne 5:6 Zanata - Lę                                  |
| 13 listopada 1988 | SC Internacional - CR Flamengo 3:1 Nílson (2), Edu Lima - Zico                       |
| 13 listopada 1988 | Goiás EC - EC Vitória 6:1 Túlio (2), Marquinhos, Tiaozinho, Uidemar, Benevan - Hélio |
| 13 listopada 1988 | Sport Recife - Bangu AC 1:0 Dinho                                                    |
| 13 listopada 1988 | Atlético Mineiro - Portuguesa 0:3 Kita (3)                                           |

| Data              | Mecz                                                              |
| ----------------- | ----------------------------------------------------------------- |
| 12 listopada 1988 | Santos FC - Guarani FC 0:0, karne 3:2                             |
| 12 listopada 1988 | Santa Cruz FC - CR Vasco da Gama 1:1, karne 3:2 Rinaldo - Vivinho |
| 13 listopada 1988 | Botafogo FR - Corinthians Paulista 0:2 Viola, Gilberto Costa      |
| 13 listopada 1988 | America FC - Grêmio Porto Alegre 1:1, karne 2:4 Bira - Zé Roberto |
| 13 listopada 1988 | Coritiba FBC 0-0 Criciúma 0:0, karne 3:5                          |
| 13 listopada 1988 | EC Bahia - Cruzeiro EC 2:1 Sandro, Zé Carlos - Vilmar             |

#### Kolejka 2
| Data              | Mecz                                                               |
| ----------------- | ------------------------------------------------------------------ |
| 17 listopada 1988 | Portuguesa - Goiás EC 1:0 Henrique                                 |
| 17 listopada 1988 | São Paulo - SC Internacional 2:0 Edivaldo, Mário Tilico            |
| 17 listopada 1988 | EC Vitória - Atlético Mineiro 1:1, karne 4:5 Ben Hur - Vânder Luís |
| 17 listopada 1988 | Bangu AC - Fluminense FC 0:0, karne 4:5                            |
| 17 listopada 1988 | CR Flamengo - SE Palmeiras 1:1, karne 4:5 Bebeto - Mauro           |
| 17 listopada 1988 | Athletico Paranaense - Sport Recife 0:0, karne 2:3                 |

| Data              | Mecz                                                             |
| ----------------- | ---------------------------------------------------------------- |
| 16 listopada 1988 | Corinthians Paulista - Coritiba FBC 1:0 Viola                    |
| 16 listopada 1988 | Botafogo FR - Santa Cruz FC 1:0 Carlos Magno                     |
| 16 listopada 1988 | Criciúma - Santos FC 0:1 Heraldo                                 |
| 16 listopada 1988 | CR Vasco da Gama - EC Bahia 0:0, karne 5:3                       |
| 19 listopada 1988 | Cruzeiro EC - Grêmio Porto Alegre 3:0 Careca, Hamílton, Wladimir |
| 19 listopada 1988 | Guarani FC - America FC 2:0 Neto (2)                             |

#### Kolejka 3
| Data              | Mecz                                                                         |
| ----------------- | ---------------------------------------------------------------------------- |
| 20 listopada 1988 | EC Vitória - São Paulo 2:2, karne 1:2 Odair, Benjy - Mazinho Loiola, Raí     |
| 20 listopada 1988 | SE Palmeiras - Athletico Paranaense 1:1, karne 4:5 Tato - Manguinha          |
| 20 listopada 1988 | SC Internacional - Portuguesa 2:1 Luís Fernando Flores, Nenę - Jorginho      |
| 20 listopada 1988 | Atlético Mineiro - Fluminense FC 2:2, karne 6:5 Élder, Renato - Romerito (2) |
| 20 listopada 1988 | CR Flamengo - Sport Recife 2:1 Bebeto, Luís Antônio - Robertinho             |
| 20 listopada 1988 | Goiás EC - Bangu AC 1:1, karne 4:5 Túlio - Arturzinho                        |

| Data              | Mecz                                                                                     |
| ----------------- | ---------------------------------------------------------------------------------------- |
| 19 listopada 1988 | Coritiba FBC - Botafogo FR 3:0 Chicao (2), Carlos Alberto                                |
| 19 listopada 1988 | CR Vasco da Gama - Santos FC 4:0 Bismarck (3), Paulo Roberto Costa                       |
| 20 listopada 1988 | Guarani FC 0-0 EC Bahia 0:0, karne 3:4                                                   |
| 20 listopada 1988 | Santa Cruz FC - Criciúma 2:2, karne 5:4 Rinaldo, Cosme - Adílson Heleno, Sérgio Oliveira |
| 20 listopada 1988 | America FC - Cruzeiro EC 1:2 Pedro Paulo - Betinho (2)                                   |
| 20 listopada 1988 | Grêmio Porto Alegre 0-0 Corinthians Paulista 0:0, karne 3:4                              |

#### Kolejka 4
| Data              | Mecz                                                                    |
| ----------------- | ----------------------------------------------------------------------- |
| 23 listopada 1988 | Fluminense FC - Portuguesa 3:0 Franklin (2), Cacau                      |
| 23 listopada 1988 | Goiás EC - SC Internacional 0:0, karne 4:2                              |
| 24 listopada 1988 | Sport Recife - SE Palmeiras 1:0 Marco Antônio                           |
| 24 listopada 1988 | Atlético Mineiro - Bangu AC 3:1 Marquinhos, Renato, Carlăo - Arturzinho |
| 24 listopada 1988 | Athletico Paranaense - EC Vitória 1:0 Juninho                           |
| 24 listopada 1988 | São Paulo - CR Flamengo 2:1 Edivaldo, Raí - Alcindo                     |

| Data              | Mecz                                                                  |
| ----------------- | --------------------------------------------------------------------- |
| 23 listopada 1988 | Grêmio Porto Alegre - CR Vasco da Gama 0:2 Vivinho, Bismarck          |
| 23 listopada 1988 | Santos FC - America FC 2:0 Leonardo, Heraldo                          |
| 23 listopada 1988 | Guarani FC - Coritiba FBC 1:3 Everaldo s - Carlos Alberto (2), Tostăo |
| 24 listopada 1988 | EC Bahia - Botafogo FR 0:1 Carlos Magno                               |
| 24 listopada 1988 | Criciúma - Cruzeiro EC 0:0, karne 6:5                                 |
| 24 listopada 1988 | Corinthians Paulista - Santa Cruz FC 2:0 Joăo Paulo, Viola            |

#### Kolejka 5
| Data              | Mecz                                                                                 |
| ----------------- | ------------------------------------------------------------------------------------ |
| 26 listopada 1988 | Goiás EC - Fluminense FC 2:0 Péricles, Uidemar                                       |
| 27 listopada 1988 | Portuguesa - SE Palmeiras 1:0 Jorginho                                               |
| 27 listopada 1988 | São Paulo - Sport Recife 3:0 Edivaldo (2), Renatinho                                 |
| 27 listopada 1988 | CR Flamengo - EC Vitória 0:1 Hélio                                                   |
| 27 listopada 1988 | SC Internacional - Atlético Mineiro 2:2, karne 6:5 Nílson, Maurício - Aílton, Renato |
| 27 listopada 1988 | Bangu AC - Athletico Paranaense 2:1 Arturzinho, Oliveira - Serginho                  |

| Data              | Mecz                                                    |
| ----------------- | ------------------------------------------------------- |
| 26 listopada 1988 | Coritiba FBC - Santos FC 2:0 Chicăo, Tostăo             |
| 27 listopada 1988 | EC Bahia - Corinthians Paulista 2:0 Charles, Pereira    |
| 27 listopada 1988 | Santa Cruz FC - Guarani FC 1:0 Ramón                    |
| 27 listopada 1988 | Cruzeiro EC - CR Vasco da Gama 0:0, karne 3:4           |
| 27 listopada 1988 | Botafogo FR - Grêmio Porto Alegre 1:0 Paulinho Criciúma |
| 27 listopada 1988 | America FC - Criciúma 1:1, karne 2:4 Vágner - Edmílson  |

#### Kolejka 6
| Data              | Mecz                                                         |
| ----------------- | ------------------------------------------------------------ |
| 30 listopada 1988 | Atlético Mineiro - Sport Recife 0:0, karne 5:6               |
| 30 listopada 1988 | EC Vitória - SC Internacional 1:2 Hélio - Edu Lima, Maurício |
| 30 listopada 1988 | SE Palmeiras - Goiás EC 2:0 André, Bandeira                  |
| 30 listopada 1988 | Fluminense FC - CR Flamengo 0:1 Bebeto                       |
| 1 grudnia 1988    | Bangu AC - São Paulo 0:0, karne 3:4                          |
| 1 grudnia 1988    | Athletico Paranaense - Portuguesa 0:0, karne 3:2             |

| Data           | Mecz                                                                          |
| -------------- | ----------------------------------------------------------------------------- |
| 1 grudnia 1988 | Criciúma - EC Bahia 0:1 [Charles]                                             |
| 1 grudnia 1988 | Santa Cruz FC - Coritiba FBC 0:0, karne 5:6                                   |
| 1 grudnia 1988 | CR Vasco da Gama - Botafogo FR 3:0 Mazinho (2), Geovani                       |
| 1 grudnia 1988 | Santos FC - Cruzeiro EC 1:3 Giba - Betinho (2), Heriberto                     |
| 1 grudnia 1988 | Corinthians Paulista - America FC 3:2 Sérgio Gil (2), Dama - Anderson, Vágner |
| 1 grudnia 1988 | Grêmio Porto Alegre - Guarani FC 2:1 Cuca (2) - Mário                         |

#### Kolejka 7
| Data           | Mecz                                                                         |
| -------------- | ---------------------------------------------------------------------------- |
| 3 grudnia 1988 | EC Vitória - Fluminense FC 1:0 Cláudio José                                  |
| 3 grudnia 1988 | Atlético Mineiro - SE Palmeiras 1:0 Luís Cláudio                             |
| 4 grudnia 1988 | São Paulo - Portuguesa 0:1 Bentinho                                          |
| 4 grudnia 1988 | Sport Recife - Goiás EC 1:0 Robertinho                                       |
| 4 grudnia 1988 | CR Flamengo - Athletico Paranaense 2:1 Bebeto, Sérgio Araújo - Serginho      |
| 4 grudnia 1988 | SC Internacional - Bangu AC 1:1, karne 4:5 Luís Fernando Flores - Arturzinho |

| Data           | Mecz                                                             |
| -------------- | ---------------------------------------------------------------- |
| 4 grudnia 1988 | Santos FC - Grêmio Porto Alegre 2:1 Sócrates, Heraldo - Bonamigo |
| 4 grudnia 1988 | Corinthians Paulista - CR Vasco da Gama 0:0, karne 3:4           |
| 4 grudnia 1988 | Guarani FC - Criciúma 4:1 Tôni (2), Neto, Mário - Grizzo         |
| 4 grudnia 1988 | Coritiba FBC - EC Bahia 2:0 Chicăo (2)                           |
| 4 grudnia 1988 | America FC - Santa Cruz FC 1:0 Vágner                            |
| 4 grudnia 1988 | Botafogo FR 1-1 Cruzeiro EC 1:1, karne 1:3 Gilmar - Careca       |

#### Kolejka 8
| Data           | Mecz                                                                     |
| -------------- | ------------------------------------------------------------------------ |
| 7 grudnia 1988 | Sport Recife - Fluminense FC 2:1 Nando, Marco Antônio - Sílvio           |
| 8 grudnia 1988 | SE Palmeiras - SC Internacional 2:1 Bandeira, Gaúcho - Maurício          |
| 8 grudnia 1988 | Portuguesa - CR Flamengo 0:2 Bebeto (2)                                  |
| 8 grudnia 1988 | Athletico Paranaense - São Paulo 1:1, karne 4:5 Agnaldo - Mazinho Loiola |
| 8 grudnia 1988 | Bangu AC - EC Vitória 1:1, karne 3:1 Manu - Cláudio José                 |
| 8 grudnia 1988 | Goiás EC - Atlético Mineiro 1:1, karne 3:5 Niltinho - Carlăo             |

| Data           | Mecz                                                                                                  |
| -------------- | --- |
| 7 grudnia 1988 | Corinthians Paulista - Criciúma 3:0 Paulinho Carioca, Ronaldo Marques, Marcos Roberto                 |
| 7 grudnia 1988 | Grêmio Porto Alegre - Santa Cruz FC 3:2 Jorge Veras, Marcus Vinícius, Bonamigo - Ramón, Pedro Haroldo |
| 7 grudnia 1988 | EC Bahia - Santos FC 5:1 Zé Carlos (2), Cássio s, Marquinhos, Charles - Sócrates                      |
| 7 grudnia 1988 | Botafogo FR - America FC 0:0, karne 5:6                                                               |
| 8 grudnia 1988 | CR Vasco da Gama - Coritiba FBC 1:0 Sorato                                                            |
| 8 grudnia 1988 | Cruzeiro EC - Guarani FC 1:0 Hamílton                                                                 |

#### Kolejka 9
| Data            | Mecz                                                                                                   |
| --------------- | --- |
| 11 grudnia 1988 | Portuguesa - Sport Recife 1:0 Bentinho                                                                 |
| 11 grudnia 1988 | SE Palmeiras - EC Vitória 1:0 Gaúcho                                                                   |
| 11 grudnia 1988 | São Paulo - Atlético Mineiro 2:2, karne 2:4 Edivaldo, Mazinho Loiola - Renato, Carlăo                  |
| 11 grudnia 1988 | Athletico Paranaense - Goiás EC 1:1, karne 4:5 Vílson - Niltinho                                       |
| 11 grudnia 1988 | CR Flamengo - Bangu AC 2:0 Alcindo, Sérgio Araújo                                                      |
| 11 grudnia 1988 | Fluminense FC - SC Internacional 2:2, karne 5:6 Sílvio, Alexandre Torres - Diego Aguirre, Aguirregaray |

| Data            | Mecz                                                                     |
| --------------- | ------------------------------------------------------------------------ |
| 10 grudnia 1988 | Santa Cruz FC - Santos FC 0:0, karne 3:4                                 |
| 10 grudnia 1988 | Criciúma - Botafogo FR 0:2 Gustavo, Vítor                                |
| 11 grudnia 1988 | Guarani FC - CR Vasco da Gama 0:0, karne 3:4                             |
| 11 grudnia 1988 | EC Bahia - Grêmio Porto Alegre 3:1 Marquinhos, Zé Carlos, Pereira - Cuca |
| 11 grudnia 1988 | Cruzeiro EC - Corinthians Paulista 1:1, karne 3:4 Édson Pezinho - Dida   |
| 11 grudnia 1988 | America FC - Coritiba FBC 0:1 Tostăo                                     |

#### Kolejka 10
| Data            | Mecz                                                                                                 |
| --------------- | --- |
| 12 grudnia 1988 | Fluminense FC - São Paulo 1:0 Cacau                                                                  |
| 15 grudnia 1988 | SC Internacional - Sport Recife 3:3, karne 4:5 Nílson (2), Luís Fernando Flores - Édson, Nando, Jair |
| 15 grudnia 1988 | Goiás EC - CR Flamengo 0:0, karne 6:5                                                                |
| 15 grudnia 1988 | EC Vitória - Portuguesa 3:2 Dorotéo Silva (2), Edvaldo - Kita, Jorginho                              |
| 15 grudnia 1988 | Bangu AC - SE Palmeiras 1:1, karne 4:3 Manu - Zanata                                                 |
| 15 grudnia 1988 | Atlético Mineiro - Athletico Paranaense 0:0, karne 1:2                                               |

| Data            | Mecz                                                                 |
| --------------- | -------------------------------------------------------------------- |
| 14 grudnia 1988 | Corinthians Paulista - Santos FC 1:2 Dida - Giba, César Ferreira     |
| 14 grudnia 1988 | Botafogo FR - Guarani FC 3:0 Gustavo, Luisinho, Vágner               |
| 15 grudnia 1988 | America FC - CR Vasco da Gama 0:1 Pedro Paulo s                      |
| 15 grudnia 1988 | Criciúma - Grêmio Porto Alegre 1:1, karne 5:6 Caio - Sílvio Laguna s |
| 15 grudnia 1988 | Coritiba FBC - Cruzeiro EC 0:2 Hamílton, Heriberto                   |
| 15 grudnia 1988 | Santa Cruz FC - EC Bahia 2:1 Sérgio China, Alexandre - Marquinhos    |

#### Kolejka 11
| Data            | Mecz                                                    |
| --------------- | ------------------------------------------------------- |
| 18 grudnia 1988 | Athletico Paranaense - SC Internacional 0:1 Maurício    |
| 18 grudnia 1988 | SE Palmeiras - Fluminense FC 0:0, karne 3:1             |
| 18 grudnia 1988 | Portuguesa - Bangu AC 1:0 Catatau                       |
| 18 grudnia 1988 | CR Flamengo - Atlético Mineiro 2:0 Zinho, Sérgio Araújo |
| 18 grudnia 1988 | Sport Recife - EC Vitória 1:0 Zico                      |
| 18 grudnia 1988 | São Paulo - Goiás EC 1:1, karne 3:4 Raí - Jorge Batata  |

| Data            | Mecz                                                                                                  |
| --------------- | --- |
| 18 grudnia 1988 | Guarani FC - Corinthians Paulista 2:2, karne 4:5 Vágner Paulista (2) - Marcos Roberto, Gilberto Costa |
| 18 grudnia 1988 | Santos FC - Botafogo FR 0:0, karne 9:10                                                               |
| 18 grudnia 1988 | Cruzeiro EC - Santa Cruz FC 2:0 Róbson, Careca                                                        |
| 18 grudnia 1988 | Grêmio Porto Alegre - Coritiba FBC 1:1, karne 2:3 Jorginho - Kazu                                     |
| 18 grudnia 1988 | CR Vasco da Gama - Criciúma 3:2 Vivinho (2), França - Adílson Heleno (2)                              |
| 18 grudnia 1988 | EC Bahia - America FC 2:1 Marquinhos, Zé Carlos - Valmir                                              |

#### Tabele
W przypadku meczów remisowych w nawiasie podano liczbę wygranych rzutów karnych (za co klub otrzymywał 2 punkty - w przypadku przegranych rzutów karnych tylko jeden punkt). Za zwycięstwo przyznawano 3 punkty.
| Poz | Klub                 | Mecze | Zw | Rem  | Por | Pkt | BrZd | BrStr |
| --- | -------------------- | ----- | -- | ---- | --- | --- | ---- | ----- |
| 1   | Sport Recife         | 11    | 5  | 3(3) | 3   | 21  | 10   | 10    |
| 2   | CR Flamengo          | 11    | 6  | 2(0) | 3   | 20  | 14   | 9     |
| 3   | Portuguesa           | 11    | 6  | 1(0) | 4   | 19  | 11   | 10    |
| 4   | SC Internacional     | 11    | 4  | 5(2) | 2   | 19  | 17   | 15    |
| 5   | São Paulo            | 11    | 3  | 6(4) | 2   | 19  | 14   | 10    |
| 6   | Atlético Mineiro     | 11    | 2  | 7(4) | 2   | 17  | 12   | 14    |
| 7   | SE Palmeiras         | 11    | 3  | 5(2) | 3   | 16  | 9    | 8     |
| 8   | Goiás EC             | 11    | 2  | 6(4) | 3   | 16  | 12   | 9     |
| 9   | Athletico Paranaense | 11    | 2  | 6(3) | 3   | 15  | 8    | 8     |
| 10  | Bangu AC             | 11    | 1  | 6(4) | 4   | 13  | 7    | 12    |
| 11  | EC Vitória           | 11    | 3  | 3(0) | 5   | 12  | 11   | 17    |
| 12  | Fluminense FC        | 11    | 2  | 4(1) | 5   | 11  | 9    | 12    |

| Poz | Klub                 | Mecze | Zw | Rem  | Por | Pkt | BrZd | BrStr |
| --- | -------------------- | ----- | -- | ---- | --- | --- | ---- | ----- |
| 1   | CR Vasco da Gama     | 11    | 6  | 5(4) | 0   | 27  | 15   | 3     |
| 2   | Cruzeiro EC          | 11    | 6  | 4(1) | 1   | 23  | 16   | 6     |
| 3   | Corinthians Paulista | 11    | 5  | 4(3) | 2   | 22  | 15   | 9     |
| 4   | EC Bahia             | 11    | 6  | 2(1) | 3   | 21  | 16   | 9     |
| 5   | Coritiba FBC         | 11    | 5  | 3(2) | 3   | 20  | 12   | 6     |
| 6   | Botafogo FR          | 11    | 5  | 3(1) | 3   | 19  | 9    | 9     |
| 7   | Santos FC            | 11    | 4  | 3(2) | 4   | 17  | 9    | 16    |
| 8   | Santa Cruz FC        | 11    | 2  | 4(2) | 5   | 12  | 8    | 13    |
| 9   | Grêmio Porto Alegre  | 11    | 2  | 4(2) | 5   | 12  | 10   | 17    |
| 10  | Guarani FC           | 11    | 2  | 4(0) | 5   | 10  | 10   | 13    |
| 11  | Criciúma             | 11    | 0  | 5(3) | 6   | 8   | 7    | 18    |
| 12  | America FC           | 11    | 1  | 3(1) | 7   | 7   | 7    | 15    |

### Tabela sumaryczna dwóch etapów
W przypadku meczów remisowych w nawiasie podano liczbę wygranych rzutów karnych (za co klub otrzymywał 2 punkty - w przypadku przegranych rzutów karnych tylko jeden punkt). Za zwycięstwo przyznawano 3 punkty.
Ponieważ klub CR Vasco da Gama wygrał grupę B zarówno w pierwszym, jak i w drugim etapie, siódemkę drużyn, które uzyskały awans do ćwierćfinału uzupełnił najlepszy zespół tabeli sumarycznej, który nie znalazł się wśród najlepszych dwóch klubów grupy A lub B w żadnym z dwóch etapów. Klubem tym była EC Bahia.
| Poz | Klub                 | Mecze | Zw | Rem   | Por | Pkt | BrZd | BrStr |
| --- | -------------------- | ----- | -- | ----- | --- | --- | ---- | ----- |
| 1   | CR Vasco da Gama     | 23    | 13 | 8(7)  | 2   | 54  | 34   | 14    |
| 2   | SC Internacional     | 23    | 10 | 10(6) | 3   | 46  | 35   | 23    |
| 3   | EC Bahia             | 23    | 11 | 7(4)  | 5   | 44  | 28   | 20    |
| 4   | Portuguesa           | 23    | 12 | 5(2)  | 6   | 43  | 28   | 21    |
| 5   | CR Flamengo          | 23    | 11 | 7(3)  | 5   | 43  | 32   | 19    |
| 6   | Sport Recife         | 23    | 9  | 8(6)  | 6   | 41  | 20   | 20    |
| 7   | Atlético Mineiro     | 23    | 8  | 10(6) | 5   | 40  | 22   | 22    |
| 8   | São Paulo            | 23    | 9  | 8(4)  | 6   | 39  | 21   | 18    |
| 9   | Fluminense FC        | 23    | 9  | 8(3)  | 6   | 38  | 24   | 17    |
| 10  | Grêmio Porto Alegre  | 23    | 9  | 7(2)  | 7   | 36  | 25   | 22    |
| 11  | Coritiba FBC         | 23    | 8  | 7(5)  | 8   | 36  | 20   | 17    |
| 12  | Cruzeiro EC          | 23    | 8  | 9(1)  | 7   | 34  | 26   | 21    |
| 13  | Goiás EC             | 23    | 5  | 11(8) | 7   | 34  | 21   | 21    |
| 14  | Guarani FC           | 23    | 7  | 9(2)  | 7   | 32  | 20   | 22    |
| 15  | Corinthians Paulista | 23    | 6  | 9(5)  | 8   | 32  | 21   | 22    |
| 16  | SE Palmeiras         | 23    | 7  | 7(3)  | 9   | 31  | 21   | 22    |
| 17  | Botafogo FR          | 23    | 7  | 7(3)  | 9   | 31  | 17   | 22    |
| 18  | Santos FC            | 23    | 7  | 7(3)  | 9   | 18  | 19   | 25    |
| 19  | Athletico Paranaense | 23    | 5  | 11(5) | 7   | 31  | 18   | 17    |
| 20  | EC Vitória           | 23    | 7  | 6(3)  | 10  | 30  | 21   | 30    |
| 21  | Bangu AC             | 23    | 4  | 10(6) | 9   | 28  | 15   | 22    |
| 22  | Santa Cruz FC        | 23    | 5  | 7(5)  | 11  | 27  | 19   | 28    |
| 23  | Criciúma             | 23    | 1  | 8(3)  | 14  | 14  | 12   | 34    |
| 24  | America FC           | 23    | 2  | 6(1)  | 15  | 13  | 11   | 31    |

### 1/4 finału
| Grêmio Porto Alegre - CR Flamengo 0:0 i 1:0 1 28.01 1989 2 02.02 1989 1:0 Cuca |
| Sport Recife - EC Bahia 1:1 i 0:0 (dog) 1 29.01 1989 Nando - Charles 2 01.02 1989 Bahia awansowała do półfinału dzięki lepszemu dorobkowi uzyskanemu w dwóch pierwszych etapach mistrzostw |
| Fluminense FC - CR Vasco da Gama 1:0 i 3:2 (dog) 1 29.01 1989 1:0 Zé Do Carmo s 2 01.02 1989 Donizeti, Zé Maria (dogrywka), Washington (dogrywka) - Bismarck, Leonardo                     |
| Cruzeiro EC - SC Internacional 0:0 i 0:2 1 29.01 1989 2 01.02 1989 Maurício, Nenê |

### 1/2 finału
| Grêmio Porto Alegre - SC Internacional 0:0 i 1:2 1 09.02 1989 2 12.02 1989 Marcus Vinícius - Nílson (2) |
| Fluminense FC - EC Bahia 0:0 i 1:2 1 09.02 1989 2 12.02 1989 Washington - Bobô, Gil                     |

### Finał
| EC Bahia - SC Internacional 2:1 i 0:0 |
| 15 lutego 1989 São Paulo Estádio Fonte Nova (90 508) EC Bahia - SC Internacional 2:1 (1:1) Sędzia: Romualdo Arpi Filho Bramki: 0:1 Leomir 19, 1:1 Bobô 36, 2:1 Bobô 50 Esporte Clube Bahia (trener Evaristo de Macedo): Ronaldo - Tarantini, João Marcelo, Claudir, Edinho, Paulo Rodrigues, Zé Carlos, Bobô, Osmar, Charles (Sandro), Marquinhos Sport Club Internacional (trener Abel Braga): Taffarel - Luiz Carlos Winck (Diego Aguirre), Aguirregaray, Nenê, João Luís, Norberto, Luís Carlos Martins, Leomir, Maurício (Hélder), Nílson, Edu |
| 19 lutego 1989 Porto Alegre Estádio Beira-Rio (79 598) SC Internacional - EC Bahia 0:0 Sędzia: Dulcídio Wanderley Boschilla Sport Club Internacional (trener Abel Braga): Taffarel - Luiz Carlos Winck, Aguirregaray, Norton, Casemiro, Norberto, Luis Fernando, Luís Carlos Martins; Maurício (Hélder), Nílson, Edu Esporte Clube Bahia (trener Evaristo de Macedo): Ronaldo - Tarantini, João Marcelo, Claudir (Newmar), Paulo Róbson, Paulo Rodrigues, Zé Carlos, Bobô (Osmar), Gil, Charles, Marquinhos                                        |

Mistrzem Brazylii w 1988 roku został klub EC Bahia, natomiast klub SC Internacional został wicemistrzem Brazylii.

## Końcowa klasyfikacja sezonu 1988
| Poz | Klub                 | Mecze | Zw | Rem | Por | Pkt | BrZd | BrStr |
| --- | -------------------- | ----- | -- | --- | --- | --- | ---- | ----- |
| 1   | EC Bahia             | 29    | 13 | 11  | 5   | 52  | 33   | 23    |
| 2   | SC Internacional     | 29    | 12 | 13  | 4   | 53  | 40   | 26    |
| 3   | Fluminense FC        | 27    | 10 | 9   | 8   | 41  | 27   | 21    |
| 4   | Grêmio Porto Alegre  | 27    | 10 | 9   | 8   | 40  | 27   | 24    |
| 5   | CR Vasco da Gama     | 25    | 14 | 8   | 3   | 56  | 36   | 16    |
| 6   | CR Flamengo          | 25    | 11 | 8   | 6   | 44  | 32   | 20    |
| 7   | Sport Recife         | 25    | 9  | 10  | 6   | 43  | 21   | 21    |
| 8   | Cruzeiro EC          | 25    | 8  | 10  | 7   | 35  | 26   | 23    |
| 9   | Portuguesa           | 23    | 12 | 5   | 6   | 43  | 28   | 21    |
| 10  | Atlético Mineiro     | 23    | 8  | 10  | 5   | 40  | 22   | 22    |
| 11  | São Paulo            | 23    | 9  | 8   | 6   | 39  | 21   | 18    |
| 12  | Coritiba FBC         | 23    | 8  | 7   | 8   | 36  | 20   | 17    |
| 13  | Goiás EC             | 23    | 5  | 11  | 7   | 34  | 21   | 21    |
| 14  | Guarani FC           | 23    | 7  | 9   | 7   | 32  | 20   | 22    |
| 15  | Corinthians Paulista | 23    | 6  | 9   | 8   | 32  | 21   | 22    |
| 16  | SE Palmeiras         | 23    | 7  | 7   | 9   | 31  | 21   | 22    |
| 17  | Santos FC            | 23    | 7  | 7   | 9   | 31  | 19   | 25    |
| 18  | Botafogo FR          | 23    | 7  | 7   | 9   | 31  | 17   | 22    |
| 19  | Athletico Paranaense | 23    | 5  | 11  | 7   | 31  | 18   | 17    |
| 20  | EC Vitória           | 23    | 7  | 6   | 10  | 30  | 21   | 30    |
| 21  | Bangu AC             | 23    | 4  | 10  | 9   | 28  | 15   | 22    |
| 22  | Santa Cruz FC        | 23    | 5  | 7   | 11  | 27  | 19   | 28    |
| 23  | Criciúma             | 23    | 1  | 8   | 14  | 14  | 12   | 34    |
| 24  | America FC           | 23    | 2  | 6   | 15  | 13  | 11   | 31    |